# Якимець (селище)
Якимець (рос. Якимец) — селище у Гусь-Хрустальному районі Владимирської області Російської Федерації.
Входить до складу муніципального утворення Купреєвське сільське поселення. Населення становить 103 особи (2010).

## Історія
Населений пункт розташований на землях фіно-угорського народу мещери.
Від 1929 року належить до Гусь-Хрустального району. Спочатку у складі Івановської промислової області, а від 19 серпня 1944 року — Владимирської області.
Згідно із законом від 25 травня 2005 року входить до складу муніципального утворення Купреєвське сільське поселення.

## Населення
| 2002 | 2010 |
| ---- | ---- |
| 107  | ↘103 |